# 光が丘郵便局
光が丘郵便局（ひかりがおかゆうびんきょく）は東京都練馬区にある郵便局。民営化前の分類では集配普通郵便局であった。

## 概要
住所：〒179-8799 東京都練馬区光が丘2-9-7

### 併設施設
- ゆうちょ銀行光が丘店（本店光が丘出張所）：取扱店番号014700

## 沿革
- 1991年（平成3年）11月5日 - 光が丘郵便局として、練馬区光が丘二丁目に開局[1]。
- 1999年（平成11年） - 外国通貨の両替および旅行小切手の売買に関する業務取扱を開始。
- 2007年（平成19年）10月1日 - 民営化に伴い、併設された郵便事業光が丘支店、ゆうちょ銀行光が丘店に一部業務を移管。
- 2016年（平成28年）2月15日 - ゆうゆう窓口の24時間営業を廃止。

## 取扱内容

### 光が丘郵便局
- 郵便、印紙、ゆうパック、内容証明
- 生命保険、バイク自賠責保険、自動車保険
- 練馬区内の一部地域（〒179-xxxx）の集配業務
- ゆうゆう窓口

### ゆうちょ銀行光が丘店
- 貯金、貸付、為替、振替、振込、国際送金、外貨両替、国債、投資信託、変額年金保険、スルガ銀行の個人ローンの申込
- ATM

## 周辺
- 光が丘パークタウン（光が丘団地）
- 光が丘IMA
- 練馬区役所光が丘出張所
- 光が丘警察署
- 光が丘消防署
- 地域医療振興協会練馬光が丘病院

## アクセス
- 都営大江戸線光が丘駅下車
- 西武バス、国際興業バス、みどりバス（保谷ルート・北町ルート）光が丘駅停留所下車
- 関越自動車道練馬ICから東へ約3km
- 駐車場あり：7台